# Franz Tichy
Franz Tichy (* 16. Juli 1921 in Marburg; † 29. Oktober 2004 in Erlangen) war ein deutscher Geograph und Professor der Universität Erlangen.

## Leben
Geboren in Marburg, wuchs Franz Tichy in Schreiberhau im Riesengebirge auf. Dorthin war sein Vater, der spätere Medizinprofessor Hans Tichy, ein gebürtiger Schreiberhauer, nach der Facharztausbildung im Jahr 1921 zurückgekehrt. Durch seine Großmutter väterlicherseits, Emilie Tichy, geborene Partsch, war Franz Tichy mit dem Geographen Joseph Partsch verwandt, der sein Großonkel war. Tichy heiratete 1950 in Marburg die promovierte Botanikerin Cornelie Tuczek. Cornelie und Franz Tichy bekamen eine Tochter und zwei Söhne.
Wie sein Vater besuchte Franz Tichy das Gymnasium in Hirschberg, an dem er das Abitur machte. Im Jahr 1940 begann er zunächst ein Studium der Meteorologie an der Universität Marburg, wurde aber nach einem Semester zum Wehrdienst eingezogen, den er in einer Nachrichtenfernaufklärungseinheit in Athen und Belgrad absolvierte. Nach Ende des Zweiten Weltkrieges und kurzer Kriegsgefangenschaft setzte er zum Wintersemester 1945/46 sein Studium in Marburg fort, wechselte aber zu den Fächern Geographie, Biologie und Physik. In Marburg wurde er 1950 im Fach Geographie bei Heinrich Schmitthenner zum Dr. phil. promoviert, Thema seiner Dissertation war Die geographischen Grundlagen einer Wasserwirtschaft im Lahngebiet. Im Anschluss war er bis 1951 wissenschaftlicher Assistent in Marburg und trat dann eine Assistentenstelle bei Gottfried Pfeifer an der Universität Heidelberg an. Hier wurde er mit der Habilitationsschrift Die Wälder der Basilicata und die Entwaldung im 19. Jahrhundert. Vorgänge, Ursachen und Folgen 1960 habilitiert. Fortan war er in Heidelberg zunächst als Privatdozent tätig, vertrat aber im Sommersemester 1962 den Lehrstuhl für Geographie an der Technischen Hochschule Karlsruhe.
Die Universität Erlangen-Nürnberg berief ihn 1964 auf den neu eingerichteten zweiten Lehrstuhl für Geographie, den Franz Tichy vom Wintersemester 1964/65 bis zu seiner Emeritierung im Jahr 1986 innehatte. Auch als Emeritus blieb der in Erlangen lebende Geograph an der Universität tätig.
Nach Forschungen in der Physischen Geographie wandte sich Franz Tichy unter dem Einfluss seiner Heidelberger wissenschaftlichen Umgebung der Kulturgeographie unter besonderer Berücksichtigung der Kulturlandschaftsforschung und Agrargeographie zu. Tichy war ein ausgewiesener Kenner der regionalen Geographie Italiens und erweiterte diesen Schwerpunkt nach seiner Habilitation um Mexiko. Gefördert von der Deutschen Forschungsgemeinschaft widmete er sich in den Jahren von 1962 bis 1978 der Kulturlandschaftsgeschichte Mexikos, blieb dem Themenbereich aber bis zu seiner Emeritierung verbunden. Im Rahmen seiner kulturgeographischen Forschung bewegte sich Tichy später oft an der Schnittstelle zwischen Geographie, Ethnologie und Archäologie. Als Ergebnis landeskundlicher Untersuchungen in Franken erarbeitete er das Nürnberg gewidmete Blatt 163 für das Handbuch der naturräumlichen Gliederung Deutschlands.

## Schriften (Auswahl)
- Die Lahn. Geographische Grundlagen einer Wasserwirtschaft. Marburg/L. 1951.
- Die Entwaldungsvorgänge des 19. Jahrhunderts in der Basilicata (Süditalien) und ihre Folgen. In: Erdkunde. Archiv für wissenschaftliche Geographie, Jg. 11 (1957), Heft 4, S. 288–296.
- Die Land- und Waldwirtschaftsformationen des Kleinen Odenwaldes. Geographisches Institut, Heidelberg 1958.
- Die Wälder der Basilicata und die Entwaldung im 19. Jahrhundert. 1962.
- Geographische Landesaufnahme: Die naturräumlichen Einheiten auf Blatt 163 Nürnberg. Bundesanstalt für Landeskunde, Bad Godesberg 1973. → Online-Karte (PDF; 4,0 MB).
- Deutung von Orts- und Flurnetzen im Hochland von Mexiko als kultreligiöse Reliktformen altindianischer Besiedlung. In: Erdkunde. Archiv für wissenschaftliche Geographie. Jg. 28 (1974), Heft 3, S. 194–207.
- (als Herausgeber): Stadtstrukturen an alten Handelswegen im Funktionswandel bis zur Gegenwart. Degener, Neustadt a.d. Aisch 1984, ISBN 3-7686-9083-0.
- Italien (aus der Reihe Wissenschhaftliche Länderkunden). 1985. Neuauflage mit Klaus Rother: Italien. Geographie, Geschichte, Wirtschaft, Politik. WBG, Darmstadt 2008, ISBN 978-3-534-13701-5.
- (als Herausgeber): Die Fränkische Alb. Degener, Neustadt a. d. Aisch 1989, ISBN 3-7686-9101-2.
- mit Johanna Broda: Die geordnete Welt indianischer Völker. Ein Beispiel von Raumordnung und Zeitordnung im vorkolumbischen Mexiko (= Das Mexiko-Projekt der Deutschen Forschungsgemeinschaft, Bd. 21). Franz Steiner Verlag, Wiesbaden 1991, ISBN 3-515-05424-3.
- Codices und ihre Bedeutung für astrologische Vorstellungen und astronomische Erkenntnisse der Mexica und Maya. In: Carmen Arellano Hoffmann, Peer Schmidt: Die Bücher der Maya, Mixteken und Azteken. Die Schrift und ihre Funktion in vorspanischen und kolonialen Codices. Vervuert, Frankfurt am Main 1999, ISBN 3-89354-094-6, S. 307–342.
- Schreiberhau / Szklarska Pore̜ba. Ein Fremdenverkehrsort zwischen Riesen- und Isergebirge (= Erlanger geographische Arbeiten. Sonderband 27). Palm & Enke, Erlangen 1999, ISBN  3-920405-86-2.